# It's a Great Feeling
It's a Great Feeling (bra: Mademoiselle Fifi) é um filme musical estadunidense de 1949, do gênero comédia, dirigido por David Butler, e estrelado por Dennis Morgan, Doris Day e Jack Carson. O roteiro de Jack Rose e Melville Shavelson foi baseado em uma história de I. A. L. Diamond.
"It's a Great Feeling" foi o terceiro filme de Day (e sua terceira parceria com Carson), e o primeiro que a trouxe para ela atenção internacional. O filme glorificou o sistema de estúdio – um método de filmagem em que a produção e distribuição de filmes era dominada por um pequeno número de grandes estúdios – no auge da Era de Ouro do cinema estadunidense.

## Sinopse
Os produtores Dennis Morgan e Jack Carson procuram um diretor para dirigir seu novo filme, "Mademoiselle Fifi", mas nenhum aceita trabalhar com eles em virtude do gigantesco ego de Carson. Jack, então, decide dirigir o filme ele mesmo, mas o próximo problema seria encontrar uma atriz que concorde em se submeter ao temperamento de Jack. Eles encontram Judy Adams (Doris Day), uma jovem garçonete da Warner Bros., mas passam todo o tempo previsto para as filmagens disputando as atenções da moça. Cansada da situação, ela volta para sua cidade natal, no interior do Wisconsin, para casar-se com seu namorado de infância, Jeffrey Bushdinkle (Errol Flynn).

## Elenco
- Dennis Morgan como Ele mesmo
- Jack Carson como Ele mesmo
- Doris Day como Judy Adams
- Bill Goodwin como Arthur Trent
- Claire Carleton como Grace
- Lois Austin como Vendedora
- Irving Bacon como Funcionário de Informações Ferroviárias
- Frank Cady como Oculista
- Pat Flaherty como Charlie, o guarda do portão do estúdio
- Sandra Gould como Passageira
- James Holden como Idiota
- William J. O'Brien como Repórter
- Georges Renavent como Andre Bernet
- Olan Soule como Flack
- Nita Talbot como Modelo

### Participações
Muitas das estrelas e diretores mais populares do estúdio fizeram participações especiais ao longo do filme. Entre eles estão:
- Errol Flynn como Jeffrey Bushdinkle
- Bugs Bunny – dublado por Mel Blanc
- Gary Cooper
- Joan Crawford
- Sydney Greenstreet
- Patricia Neal
- Eleanor Parker
- Ronald Reagan
- Edward G. Robinson
- Jane Wyman
- Michael Curtiz
- Ray Heindorf
- Danny Kaye
- King Vidor
- Raoul Walsh
- David Butler
- A filha de Reagan e Wyman, Maureen, também aparece em uma cena com sua mãe.[6]

## Produção
O título de produção do filme foi "Two Guys and a Gal". O filme lembrava o início da carreira de Day como garçonete lutando para entrar no mundo cinematográfico e quase conseguindo sua grande chance quando se preparava para deixar Hollywood. "It's a Great Feeling" foi o terceiro filme de Day, e sua terceira e penúltima colaboração com Carson. Sobre trabalhar com ele, Day escreveu em sua autobiografia:
"Ele me ajudou enormemente com minha doutrinação técnica na atuação cinematográfica. Ele me ensinou dezenas de truques sobre como mover-se para marcas precisas da câmera sem realmente procurar por elas, como me comportar em close-ups de modo que meu rosto ou perfil, e não a parte de trás da minha cabeça, esteja em uma tomada, como manter a uniformidade de uma cena representada ... Como também estávamos saindo juntos, muitas vezes discutíamos algumas dessas coisas à noite, e não há dúvida de que meu relacionamento com Jack me ajudou consideravelmente em meu início".
Em junho de 1948, foi confirmada a escalação de Day no filme. Naquela época, Carson e Morgan já estavam escalados. O filme também já havia sido intitulado "Two Guys of the Nineties" e, devido à insistência de Carson e Morgan, "Two Guys from Hollywood" (embora Morgan já tivesse declarado em uma entrevista que nunca estrelaria outro filme com "Two Guys" no título).
O filme é uma sátira a Hollywood, com Morgan e Carson servindo como uma resposta menos efetiva da Warner Bros. à dupla Bing Crosby & Bob Hope, da Paramount Pictures.

## Recepção
A revista Variety comentou: "Joan Crawford (como ela mesma) dá uma espiadinha em uma loja de vestidos elegantes com os três principais, avaliando muitos deles". Em seu livro sobre a carreira de Doris Day, o autor Tom Santopietro escreve que a autoparódia de Crawford de sua imagem "notoriamente dramática" nas telas é a parte mais engraçada do filme. Crawford supostamente ouve Jack Carson e Dennis Morgan discutindo sobre Doris Day e pensa que eles estão se aproveitando dela. Ela automaticamente inicia um discurso clichê e melodramático, típico de algumas de suas personagens (neste caso, de "Alma em Suplício"), e dá um tapa furioso em Jack Carson e Dennis Morgan. Carson pergunta "Por que isso?", e Crawford sorri, encolhe os ombros e diz: "Eu faço isso em todas os meus filmes!"

### Bilheteria
De acordo com os registros da Warner Bros., o filme arrecadou US$ 2.059.000 nacionalmente e US$ 654.000 no exterior, totalizando US$ 2.713.000 mundialmente. O retorno lucrativo da produção foi de US$ 1.261.000.

## Números musicais
1. "At the Cafe Rendezvous"
2. "That Was a Big Fat Lie"
3. "Blame My Absent-Minded Heart"
4. "Fiddle Dee Dee"
5. "Give Me a Song with a Beautiful Melody"
6. "There's Nothing Rougher Than Love"
7. "It's a Great Feeling"

## Prêmios e indicações
| Ano  | Cerimônia | Categoria              | Indicado                                         | Resultado | Ref.          |
| ---- | --------- | ---------------------- | ------------------------------------------------ | --------- | ------------- |
| 1950 | Oscar     | Melhor canção original | Jule Styne & Sammy Cahn ("It's a Great Feeling") | Indicado  | [ 14 ] [ 15 ] |